# Zagra
Zagra ist ein südspanischer Ort und eine Gemeinde (municipio) mit insgesamt 890 Einwohnern (Stand: 2024) im Westen der Provinz Granada in der autonomen Region Andalusien.

## Lage und Klima
Der Ort Zagra liegt in einem von einem gleichnamigen Bach (arroyo) durchflossenen Tal zwischen zwei Bergketten (sierras) gut 70 km (Fahrtstrecke) westlich der Provinzhauptstadt Granada in einer Höhe von ca. 680 m; die Küstenstadt Málaga ist ca. 95 km in südlicher Richtung entfernt. Das Klima im Winter ist gemäßigt, im Sommer dagegen warm bis heiß; die geringen Niederschlagsmengen (ca. 365 mm/Jahr) fallen – mit Ausnahme der nahezu regenlosen Sommermonate – verteilt übers ganze Jahr.

## Bevölkerungsentwicklung
| Jahr      | 1857 | 1900 | 1986 | 2000 | 2020 |
| Einwohner | --   | --   | 1501 | 1151 | 885  |

Die Gemeinde löste sich erst im Jahr 1982 aus der Verwaltung durch die etwa 20 km südlich gelegene Stadt Loja. Der danach einsetzende deutliche Bevölkerungsrückgang ist im Wesentlichen auf die Mechanisierung, die Aufgabe bäuerlicher Kleinbetriebe („Höfesterben“) und den daraus resultierenden  Verlust von Arbeitsplätzen zurückzuführen.

## Wirtschaft
Die Bewohner früherer Zeiten lebten als Selbstversorger von der Erträgen ihrer Felder und Hausgärten. Außerdem betrieben sie in geringem Umfang auch Viehzucht (v. a. Schafe, Ziegen und Schweine); Esel wurden als Tragtiere gehalten. Dieser Zustand änderte sich erst mit dem Ausbau der Infrastruktur im 20. Jahrhundert. Heute dominieren schier endlose Olivenplantagen. Im Ort selbst haben sich Kleinhändler, Handwerker und Dienstleistungsbetriebe aller Art angesiedelt. Seit den 1960er Jahren hat der Ort wegen seines angenehmen sommerlichen Klimas einen kleinen touristischen Aufschwung erlebt.

## Geschichte
Prähistorische, römische und westgotische Funde fehlen; aus maurischer Zeit stammen die Ruinen der Burg (castillo). Nach dem Ende des Kalifats von Córdoba (um 1020) übernahmen die Ziriden von Granada die Macht, die sie jedoch wenig später an die berberischen Almoraviden und Almohaden abtreten mussten. Als Teil des Emirats von Granada blieb die Gegend um Loja bis zum Jahr 1486 islamisch. Mit dem Alhambra-Edikt (1492) der Katholischen Könige begann die Vertreibung der Juden; in den Jahren um 1610 wurden die letzten Muslime (Morisken) ebenfalls ausgewiesen.

## Sehenswürdigkeiten
- Das auf einem ca. 700 m hohen Felsvorsprung stehende und aus Bruchsteinen (mampostería) errichtete Castillo de Zagra stammt noch aus der Zeit der muslimischen Herrschaft.[3]
- Weil das Stadtarchiv im Bürgerkrieg (1936–1939) verlorenging, ist zur Baugeschichte der Iglesia de San Lorenzo nichts bekannt. Im Jahr 1967 wurde die alte Kirche abgerissen und neugebaut.[4]
- Die auf den Ruinen einer alten Kapelle neu erbaute Ermita de Santa Bárbara steht am nördlichen Ortsrand.[5]
- Im Ort gibt es mehrere – teilweise auch als Viehtränken (abrevaderos) genutzte – Brunnen (fuentes) und ein Waschhaus (lavadero).